# TALK TO ME トーク・トゥ・ミー
『TALK TO ME トーク・トゥ・ミー』(Talk to Me)は、2022年のオーストラリアのホラー映画。監督はダニーとマイケルのフィリッポウ兄弟、出演はソフィー・ワイルドとアレクサンドラ・ジェンセンなど。刺激を求めて降霊の儀式を繰り返していた少女の恐怖体験を描いた心霊ホラー。

## ストーリー
2年前に母親レアを自殺で失った17歳の学生ミアは、友達数人とホームパーティーに参加する。その会場では切断された人の腕の剥製を霊媒として死霊を自身に憑依させる遊びが流行していた。死別した母親と交信するため、剥製の手をにぎったミアの身体に死霊が憑依し、ミアの親友ジェイドと彼女の弟ライリーを脅す。
後日、制限時間を超えて剥製の手とつながったライリーは、あろうことかミアの母レアの霊に憑依され、正気を失ってしまう。ライリーは机に顔を何度も打ち付け入院沙汰になる。ライリーの怪我に責任を感じたミアは剥製の手を友達宅から勝手に持ち出し、自らレアと交信することを試みる。レアの霊は自分の死は自殺などではなく、事故だったとミアに告げる。
ミアは死霊たちの声に取りつかれ、心神喪失状態となり、父親マックスを刃物で切り付ける。その後ミアはレアの声によりライリーを病室から車椅子ごと連れだし、自動車が行き交う道路に押し出そうとする。しかし彼女はそこでふと我に返り、ライリーをかばって自分が車の前に飛び出す。
その後ミアは病院の一室で目を覚ます。そこには回復して退院していくライリーの姿があるが、彼に近づこうとしたミアは突然真っ黒な空間に引き込まれてしまう。彼女が手を伸ばしたその先には、全く見たことのない若者たちが剥製の手で死後の世界を交信する遊びに興じている風景が広がり、ミアは自分自身が死霊となってしまったことに気づき物語は幕を閉じる。

## キャスト
ミア
演 - ソフィー・ワイルド、吹 - 朝井彩加
主人公。黒人の高校生の少女。
母を亡くしたショックから父親と疎遠になっており、友人と遊びで始めた「憑依」にのめりこんでしまう。
ジェイド
演 - アレクサンドラ・ジェンセン、吹 - 瀬戸麻沙美
ミアの親友。
父とうまくいっていないミアを気遣い、家族同然の付き合いをしている。
ライリー
演 - ジョー・バード、吹 - 市川蒼
ジェイドの弟。
背伸びをしたがる年頃で、年若いにもかかわらず「憑依」を試してしまう。
ダニエル
演 - オーティス・ダンジ、吹 - 上村祐翔
ジェイドの恋人。
スー
演 - ミランダ・オットー、吹 - 冬馬由美
ジェイドとライリーの母。
ヘイリー
演 - ゾーイ・テラキス、吹 - 小市眞琴
パーティのホスト。
ジョス
演 - クリス・アロシオ
パーティのホスト。
マックス
演 - マーカス・ジョンソン
ミアの父。
レア
演 - アレクサンドリア・ステファンセン
ミアの亡母。

## 作品の評価
Rotten Tomatoesによれば、294件のうち高評価は94%にあたる277件で平均点は10点満点中7.7点、批評家の一致した見解は「心をつかむストーリーと印象的な実写効果で、『TALK TO ME トーク・トゥ・ミー』は古典的な土台の上に恐ろしく不気味な21世紀のホラー話を作り出している。」となっている。
Metacriticによれば、44件の評論のうち、高評価は41件、賛否混在は3件、低評価はなく、平均点は100点満点中76点となっている。